# Sender Blieskastel
Der Sender Blieskastel (auch Sender Bliestal genannt) ist eine Sendeeinrichtung des Saarländischen Rundfunks zur Verbreitung von Hörfunkprogrammen im südöstlichen Saarland. Der Standort ist nördlich von Blieskastel-Webenheim. In den Sendertabellen der Rundfunkveranstalter wird er als Sender Bliestal geführt. Die Inbetriebnahme erfolgte 1969. Als Antennenträger wird ein 67 Meter hoher Stahlrohrmast verwendet.

## Frequenzen und Programme

### Analoger Hörfunk (UKW)
In UKW werden folgende Programme ausgestrahlt:
| Frequenz (MHz) | Programm           | RDS PS            | RDS PI | Regionalisierung | ERP (kW) | Antennendiagramm rund (ND)/gerichtet (D) | Polarisation horizontal (H)/vertikal (V) |
| -------------- | ------------------ | ----------------- | ------ | ---------------- | -------- | ---------------------------------------- | ---------------------------------------- |
| 89,1           | SR 3 Saarlandwelle | __SR_3__          | D3B3   | –                | 5        | ND                                       | H                                        |
| 92,3           | SR 1 Europawelle   | __SR_1__          | D3B1   | –                | 5        | ND                                       | H                                        |
| 98,0           | Unser Ding         | Unser___/Ding____ | D3B5   | –                | 5        | ND                                       | H                                        |
| 100,0          | Radio Salü         | _SALUE__          | D3B8   | –                | 5        | ND                                       | H                                        |

### Digitaler Hörfunk (DAB / DAB+)
Das Digitalradio (DAB+) wird in vertikaler Polarisation und im Gleichwellenbetrieb mit anderen Sendern ausgestrahlt. Bis zum 7. Januar 2012 wurde auf DAB-Kanal 8B zusammen mit privaten Radioprogrammen gesendet. Seit der Umstellung auf DAB-Kanal 9A werden momentan ausschließlich Radioprogramme des SR gesendet.
| Block                    | Programme | ERP (in kW) | Antennendiagramm rund (ND)/ gerichtet (D) | Gleichwellennetz (SFN) |
| ------------------------ | --- | ----------- | ----------------------------------------- | --- |
| 9A Saarland 1 (D__00238) | DAB+ Block des SR - SR 1 (120 kbps) - SR Kultur (120 kbps) - SR 3 Saarlandwelle (120 kbps) - Unserding (120 kbps) - Antenne Saar (96 kbps) - WDR Maus (72 kbps) | 1           | D                                         | Bliestal (Webenheim-Hahnen), Felsberg, Mettlach (St. Gangolf), Moseltal (Oberperl-Hammelsberg), Saarbrücken (Göttelborner Höhe), Saarbrücken (Halberg), Spiesen, Tholey (Schaumberg) |

### Analoges Fernsehen (PAL)
Bis Dezember 2007 diente die Sendeanlage außerdem als Füllsender für analoge TV-Programme:
| Kanal | Frequenz (MHz) | Programm       | ERP (kW) | Antennendiagramm rund (ND)/ gerichtet (D) | Polarisation horizontal (H)/ vertikal (V) |
| ----- | -------------- | -------------- | -------- | ----------------------------------------- | ----------------------------------------- |
| 11    | 217,25         | Das Erste (SR) | 0,042    | D                                         | V                                         |
| 21    | 471,25         | ZDF            | 0,083    | D                                         | H                                         |
| 55    | 743,25         | SR Fernsehen   | 0,083    | D                                         | H                                         |